# Sammalsaari (ö i Södra Savolax, Pieksämäki)
Sammalsaari är en halvö i Finland. Den ligger i sjön Sorsavesi och i kommunen Pieksämäki i den ekonomiska regionen  Pieksämäki ekonomiska region  och landskapet Södra Savolax, i den centrala delen av landet, 280 km nordost om huvudstaden Helsingfors. Öns area är 4,2 hektar och dess största längd är 360 meter i sydöst-nordvästlig riktning.